# Jussiape
Jussiape is een gemeente in de Braziliaanse deelstaat Bahia. De gemeente telt 8.043 inwoners (schatting 2009).